# Bear Bluff
Bear Bluff – miasto w Stanach Zjednoczonych, w stanie Wisconsin, w hrabstwie Jackson.